# Władysław Wieczorek
Władysław Grzegorz Wieczorek (ur. 24 kwietnia 1962 w Piotrkowie Trybunalskim) – polski profesor nauk chemicznych, prorektor ds. studenckich Politechniki Warszawskiej w kadencji 2008-2016.

## Życiorys
Urodził się 24 kwietnia 1962 w Piotrkowie Trybunalskim. W 1986 ukończył z wyróżnieniem studia na Wydziale Chemicznym PW, uzyskując dyplom magistra inżyniera chemika ze specjalnością technologia ciała stałego. Praca magisterska dotyczyła badania własności stałych elektrolitów z układu poli(tlenek etylenu) – jodek sodowy. Promotorami byli prof. dr hab. Jan Przyłuski i dr inż. Janusz Płocharski. W 1989 obronił doktorat pt. Wysokoprzewodzące modyfikowane stałe elektrolity polieterowe, również pod opieką prof. Przyłuskiego. Praca doktorska została wyróżniona przez radę Wydziału Chemicznego PW oraz nagrodą Ministra Edukacji Narodowej. W 1996 uzyskał stopień doktora habilitowanego nauk chemicznych w specjalności fizykochemia ciała stałego na podstawie dorobku naukowego i pracy pt. Composite polyether based electrolytes. W 2002 uzyskał tytuł profesora nauk chemicznych.
W okresie od maja 1993 do sierpnia 1996 przebywał na Uniwersytecie w Guelph (Kanada) na stypendium  NATO International Postdoctoral Fellow. Ponadto odbył dwa krótkoterminowe staże w Chalmers University w Göteborgu (w 1992) i CNR TAE Messina.
W latach 2002–2008 i od 2016 jest dziekanem Wydziału Chemicznego PW, a w latach 2008–2012 i 2012–2016 był prorektorem ds. studenckich PW.
Jego działalność naukowa skupia się na syntezie i badaniu właściwości elektrolitów polimerowych pod kątem ich zastosowania w urządzeniach elektrochemicznych (akumulatorach litowych i litowo-jonowych, ogniwach paliwowych, układach elektrochromatycznych). Jest współautorem ponad 150 artykułów opublikowanych w czasopismach z listy filadelfijskiej i 12 patentów, w tym międzynarodowych. Wypromował 27 magistrów (do 2012) i 11 doktorów (do 2016). Brał udział w pracach nad projektem Suplement do dyplomu, koordynowanym przez MEN. Od 1999 jest członkiem kolegium redakcyjnego Journal of New Materials for Electrochemical Systems.
W 2019 roku został odznaczony Papieskim Medalem Pro Ecclesia et Pontifice.

### Prywatnie
Mieszka w podwarszawskim Mysiadle. Jest żonaty i ma jedną córkę.

## Członkostwo
- Od 2003 był członkiem Komitetu Chemii PAN[1][12]
- W 2003 został członkiem  komitetu redakcyjnego Journal of New Materials for Electrochemical Systems[12]